# Stagmomantis hebardi
Stagmomantis hebardi är en bönsyrseart som beskrevs av Rehn 1935. Stagmomantis hebardi ingår i släktet Stagmomantis och familjen Mantidae. Inga underarter finns listade i Catalogue of Life.